# Ge 6/6 II
Ge 6/6 II — швейцарский узкоколейный электровоз переменного тока, эксплуатирующийся на Ретийской железной дороге (RhB).
По швейцарской системе обозначений название электровоза имеет следующую расшифровку: узкоколейный (G) электровоз (e) с 6 осями, 6 из которых (то есть все) являются движущими, II серия.

## Эксплуатация
| Номер | Название                 | Пуск в эксплуатацию |
| ----- | ------------------------ | ------------------- |
| 701   | Raetia                   | 09.05.1958          |
| 702   | Curia                    | 19.06.1958          |
| 703   | St. Moritz               | 05.04.1965          |
| 704   | Davos                    | 03.02.1965          |
| 705   | Pontresina/Puntraschigna | 05.05.1965          |
| 706   | Disentis/Mustér          | 09.06.1965          |
| 707   | Scuol                    | 05.07.1965          |